# KylieFever2002: Live in Manchester
KylieFever2002: Live In Manchester DVD je snimljen na koncertu u Manchesteru 4. svibnja 2002. na koncertnoj turneji od Kylie Minogue "KylieFever2002". Režirali su ga William Baker i Alan McDonald. DVD sadrži puni dvosatni koncert, 30 minuta dokumentarnog filma o radu iza pozornice, live projekcije pjesama "Cowboy Style", "Light Years"/"I Feel Love", "I Should Be So Lucky", i "Burning Up", te galeriju fotografija. Također izdana je limitirana inačica, s malo drugačijim dizajnom i bonus CD-om s oznakama iz koncerta. "KylieFever2002: Live In Manchester" dospio je na 16. mjesto top ljestvice u SAD-u   Billboard 's Top Music Video.

## Popis pjesama
1. Come into My World
2. Shocked
3. Love at First Sight
4. Fever
5. Spinning Around
6. The Crying Game Medley
7. GBI
8. Confide in Me
9. Cowboy Style
10. Kids
11. On a Night Like This
12. Locomotion
13. In Your Eyes
14. Limbo
15. Light Years / I Feel Love
16. I Should Be So Lucky
17. Burning Up
18. Better the Devil You Know
19. Can't Get You Out of My Head